# ランプ (光源)

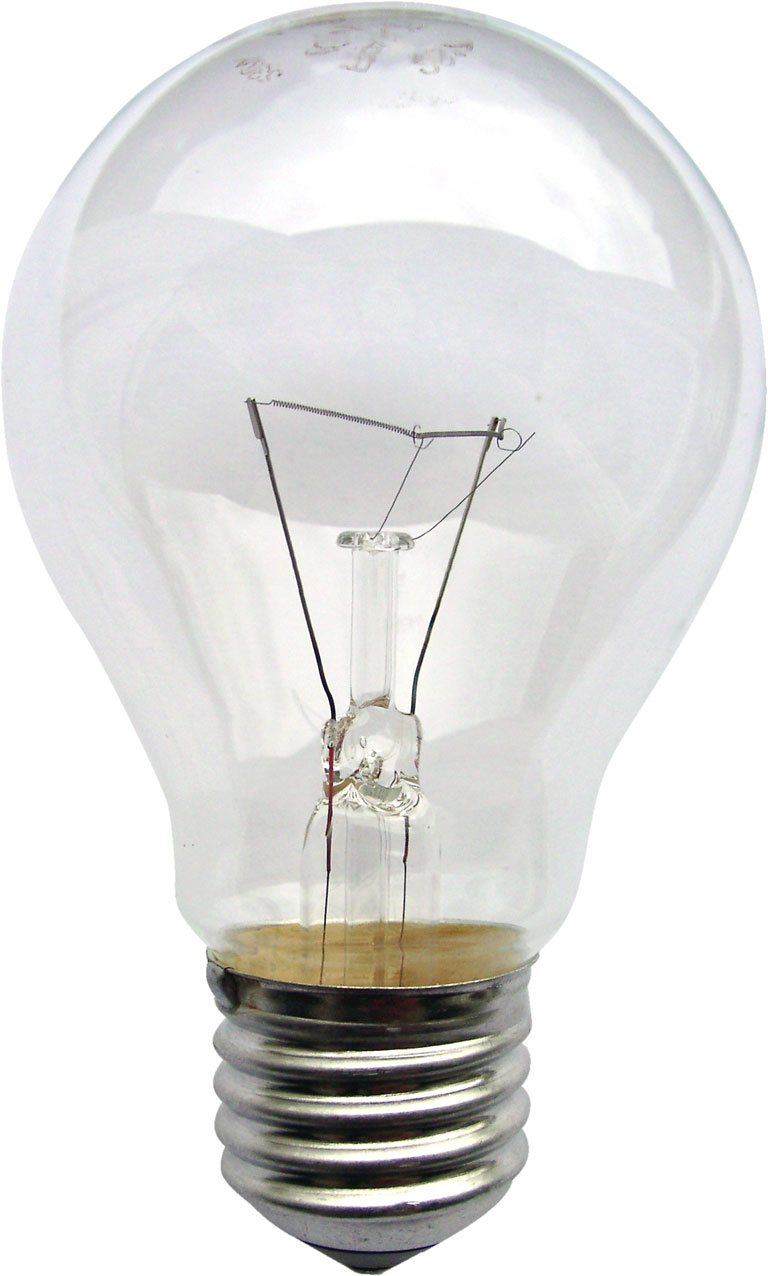
白熱電球

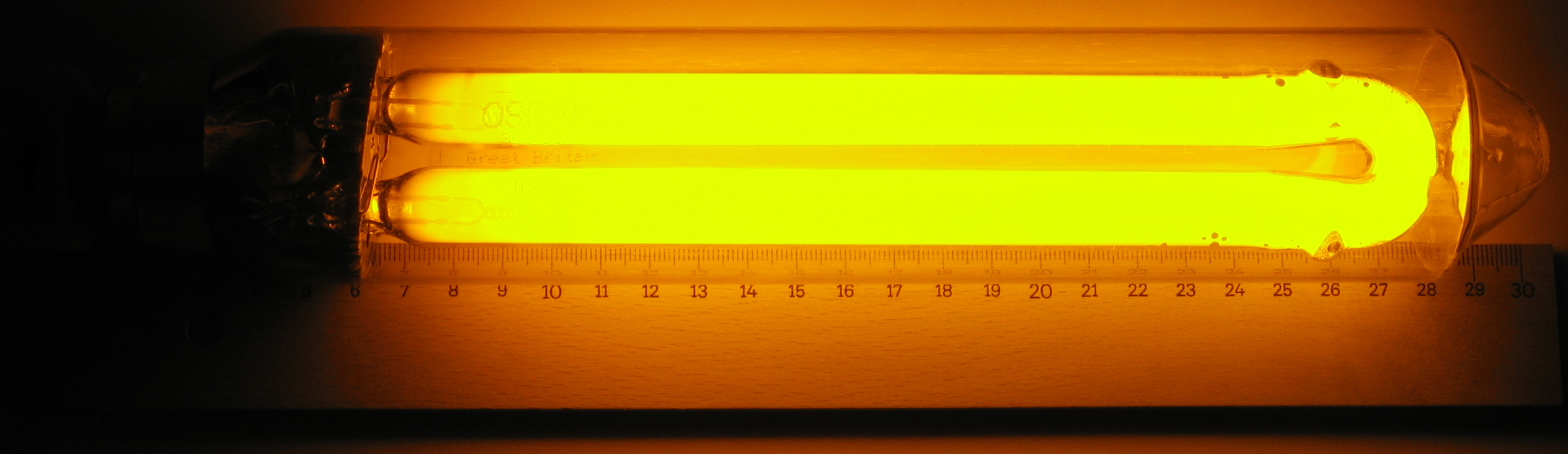
ナトリウムランプ

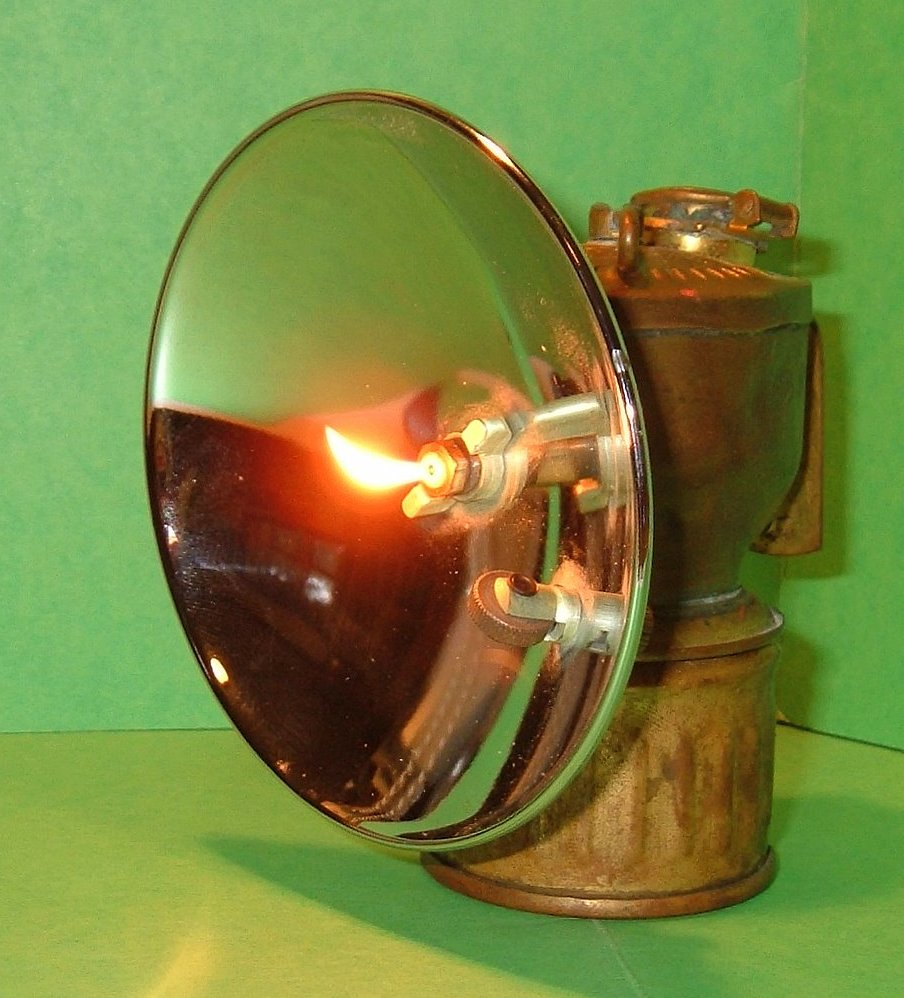
アセチレンランプ

ランプ（オランダ語: lamp）は、発光器具や発光部品の総称。

## 光源とランプ

### 三分類
光源は燃焼系光源、放電系光源、発光素子系光源に分けることがある。
- 燃焼系光源
  - ガス灯、アセチレンランプなど。ランプ (照明器具)を参照。
  - フィラメントに通電加熱して発光させるもの - 電球（白熱電球、ハロゲンランプ）[1]
- 放電系光源
  - 高周波で放電を継続して発光するもの - 蛍光ランプ（蛍光灯）、水銀ランプ（水銀灯）[1]、高輝度放電灯
- 発光素子光源
  - 発光素子を利用したもの - LEDランプ（LED照明）、エレクトロルミネセンス（EL）ランプ[1]

### 二分類
以下のように、光源の発光原理で熱放射とルミネセンスに分けることもある。
- 熱放射
  - 白熱発光 - 白熱電球、ハロゲンランプ
  - 放電発光
    - 高圧放電 - 水銀ランプ（水銀灯）、メタルハライドランプ、ナトリウムランプ（高圧ナトリウムランプ）
    - 低圧放電 - ナトリウムランプ（低圧ナトリウムランプ）、ネオンランプ
- ルミネセンス
  - 電界発光 - エレクトロルミネセンス（EL）ランプ、LEDランプ
  - フォトルミネセンス

## ランプの用途
一般照明用のほか、電球には特殊用途のものとして分光分布を制御した製品、配光を制御した製品、表示用小形電球（信号灯用、電話交換用など）、小形特殊電球（医療用、顕微鏡用、腕時計用など）、装飾用電球がある。
特に分光分布を制御した製品には、着色電球（写真現像用の赤色電球など）、紫外線電球（鑑定用、ブラックライトなど）、赤外線電球（医療健康用、こたつ用など）がある。